# Franz Kruckenberg

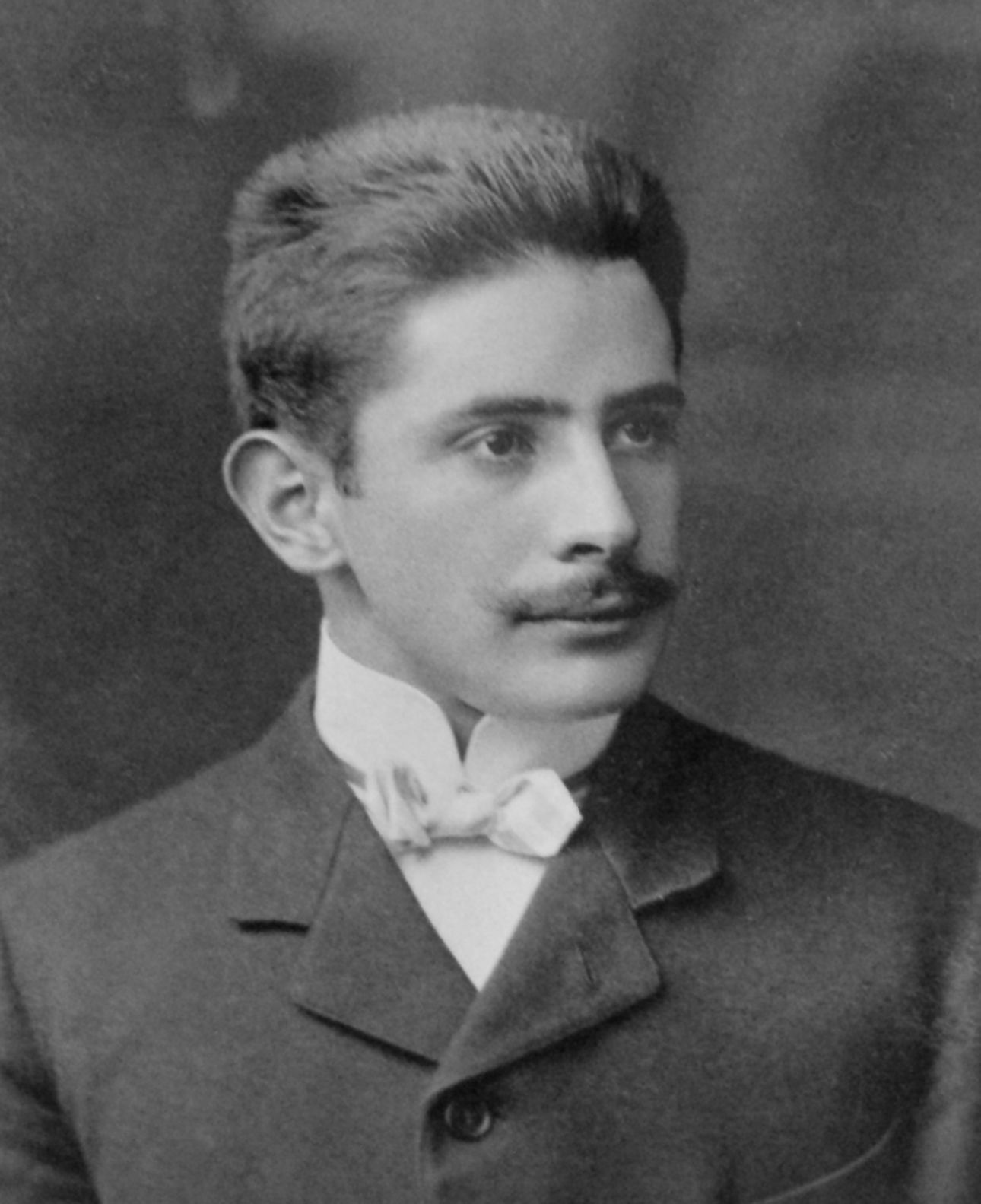
Franz Kruckenberg (1909)

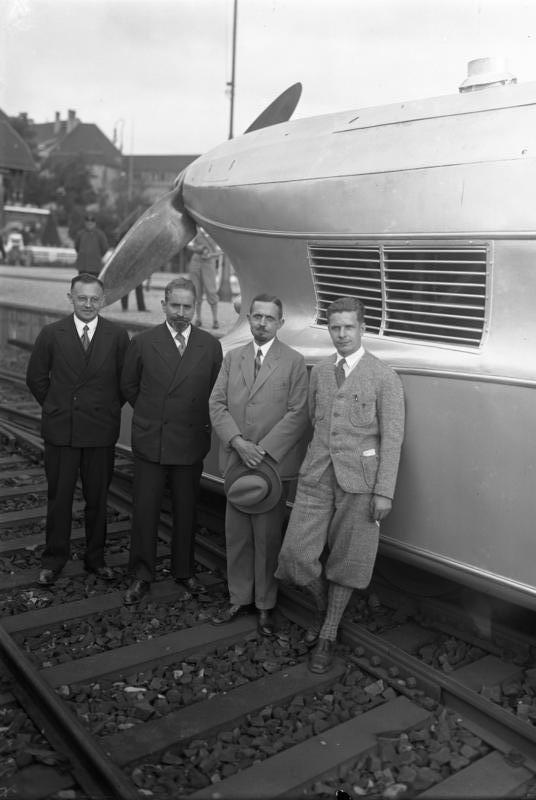
Kruckenberg (2. von links) vor dem Schienenzeppelin (1931)

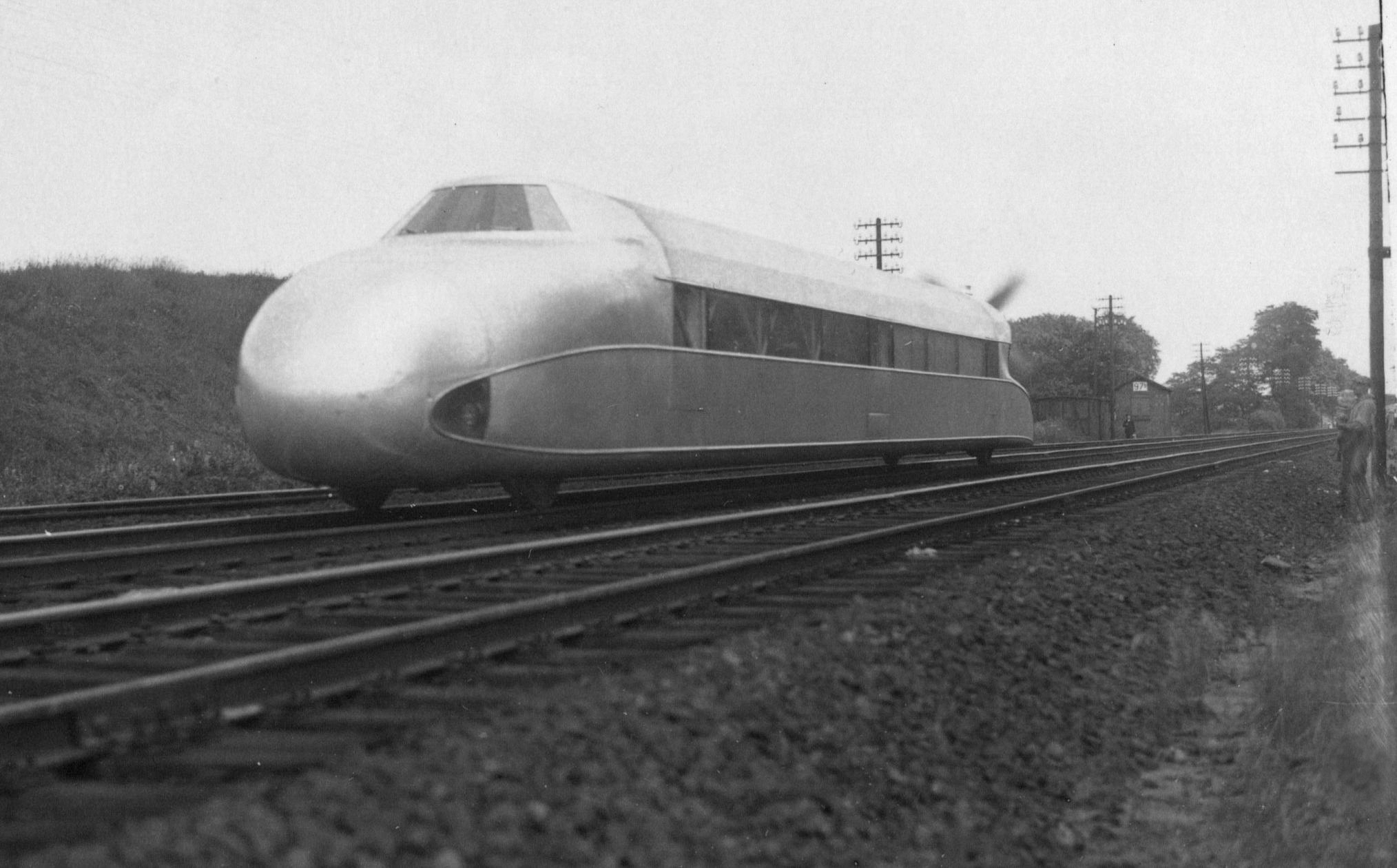
Der von einem Flugzeugmotor angetriebene Schienenzeppelin

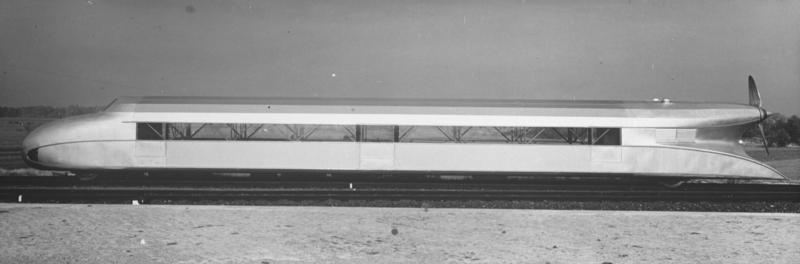
Schienenzeppelin auf der Versuchsstrecke, Oktober 1930

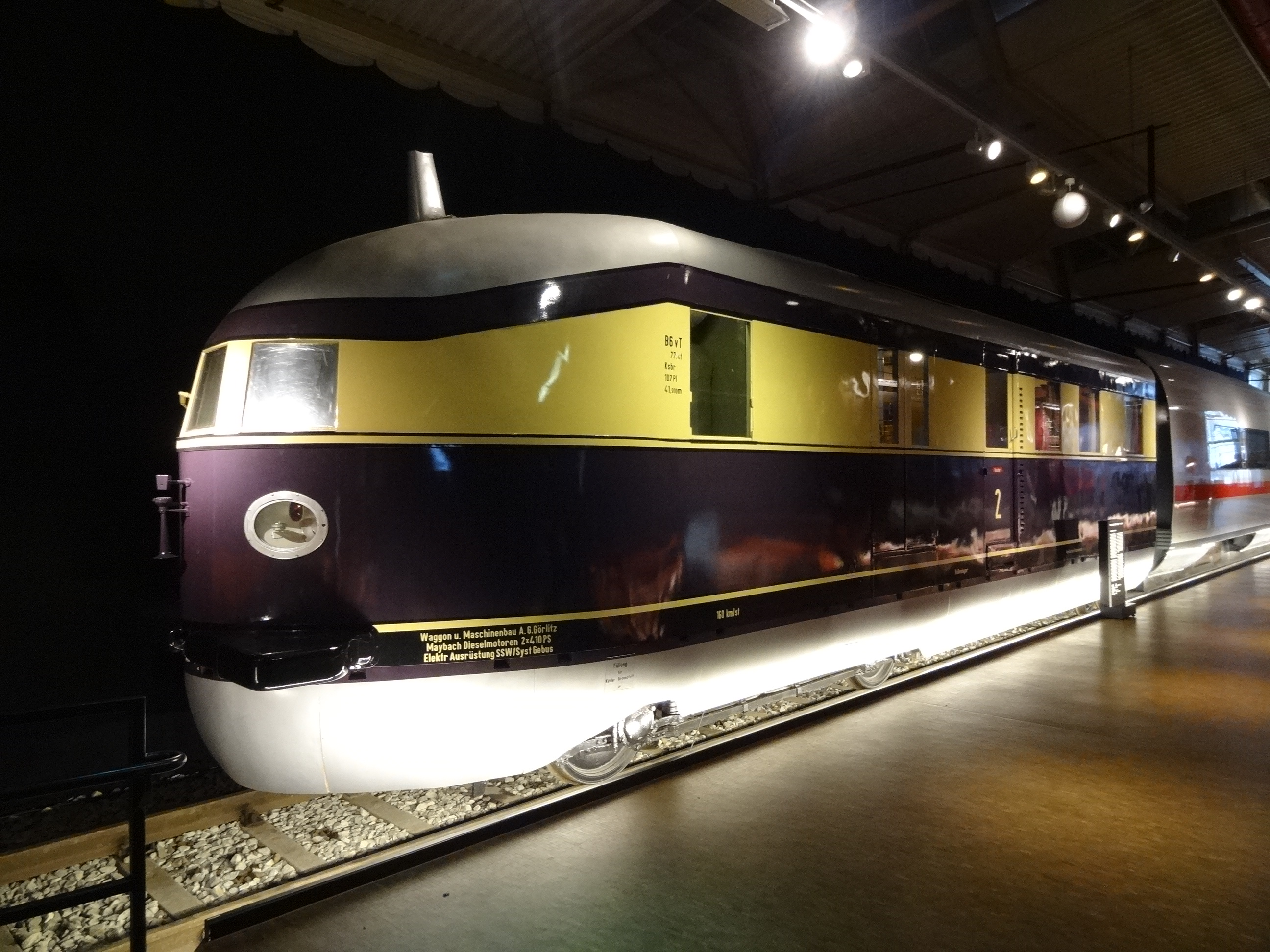
Fliegender Hamburger

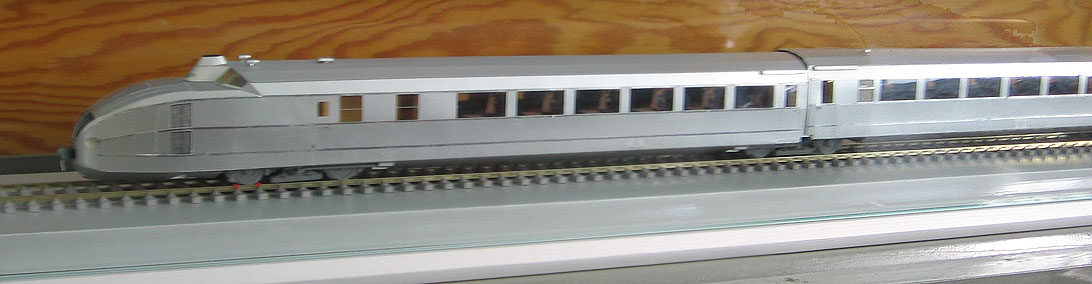
Svt 137 155 scale model

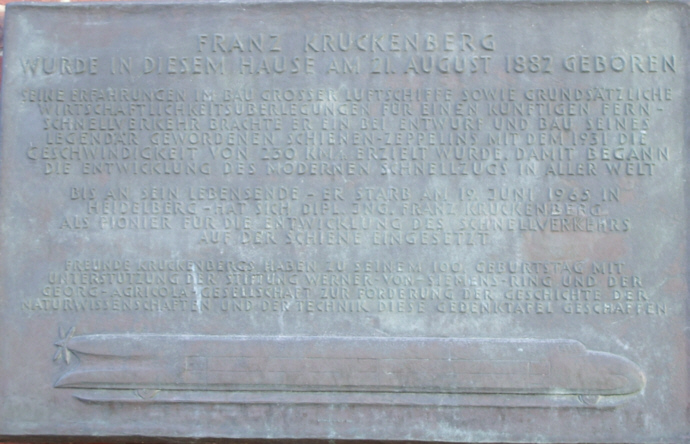
Gedenktafel an Kruckenbergs Geburtshaus in Uetersen

Franz Friedrich Kruckenberg (* 21. August 1882 in Uetersen; † 19. Juni 1965 in Heidelberg) war ein deutscher Schiffbauingenieur, der aber vor allem als Konstrukteur von aerodynamischen Eisenbahn-Fahrzeugen bekannt wurde. Er war ein Pionier des Schnelltriebwagenbaus; zu seinen Werken gehört der 1931 vorgeführte propellergetriebene Schienenzeppelin.

## Leben
Franz Kruckenberg entstammte einer alten Kaufmannsfamilie aus Uetersen bei Hamburg. Er studierte Schiffbau an der Technischen Hochschule Danzig. Nach der bestandenen Diplom-Hauptprüfung begann er Anfang Juli 1909 seine Karriere bei der Heinrich Lanz AG in Mannheim. Unter der Führung seines ehemaligen Professors Johann Schütte hatte er wesentlichen Anteil an der Konstruktion der Luftschiffe bei der Luftschiffbau Schütte-Lanz oHG. Hierbei zählt das 1914 gebaute Luftschiff S.L. II zu seinen wegweisenden aerodynamischen Kreationen, die im Verlauf des Ersten Weltkriegs auch das Design der Zeppelin-Luftschiffe beeinflussten. Dennoch kritisierte er die Luftschiffe wegen ihrer explosiven Gasfüllung und die zivilwirtschaftliche Verwendung von Flugzeugen wegen ihrer hohen Betriebskosten.
1922 verließ Franz Kruckenberg das aufgrund des Versailler Vertrags geschwächte Unternehmen Schütte-Lanz in Brühl bei Mannheim und eröffnete ein Ingenieurbüro mit sechs Ingenieuren in seinem Wohnhaus, Unter der Schanz 1 in Heidelberg. Zunächst entwarf er eine Hängebahn, konnte aber nicht das Kapital für einen Prototyp aufbringen.
1928 erhielt Kruckenberg gemeinsam mit Curt Stedefeld das Patent für ein „Standschnellbahnfahrzeug mit quer schwenkbar auf dem Laufwerk ruhendem Wagenkörper“, die erste (nicht realisierte) Konzeption einer aktiven Neigetechnik.
Später gründete er mit Hermann Föttinger die Flugbahn-GmbH zum Bau des „Schienenzeppelins“, eines zweiachsigen aerodynamischen Triebwagens in Leichtbauweise mit Luftschraubenantrieb. Die ersten Testfahrten wurden am 25. September 1930 auf der Bahnstrecke Kreiensen–Altenbeken durchgeführt.
Am 9. und 10. Mai 1931 wurden erstmals längere Betriebsstrecken der Deutschen Reichsbahn befahren (Reichsbahnausbesserungswerk Leinhausen–Hannover–Plockhorst–Lehrte). Mitglieder der Reichsbahndirektion Hannover, unter ihnen Vizepräsident Fritsche, beobachteten in der Nähe von Lehrte die Testfahrt, bei der sich Franz Kruckenberg mit seinen Mitarbeitern im Propellerwagen befand. Das Fahrzeug erreichte nach einer Minute 110 km/h und nach zwei Minuten 150 km/h. Bei der ersten Fahrt wurden nach sechs Minuten 170 km/h, bei der zweiten sogar eine Höchstgeschwindigkeit von 205 km/h erreicht. Dies war eine bis dahin bei der Deutschen Reichsbahn unerreichte Geschwindigkeit (die doppelte damaliger Schnellzüge), weshalb alle erdenklichen Sicherheitsmaßnahmen getroffen wurden; u. a. waren sämtliche Bahnübergänge geschlossen.
Am 21. Juni 1931 hatte der Schienenzeppelin seine Jungfernfahrt auf der Berlin-Hamburger Bahn zwischen Ludwigslust und Wittenberge. Bei dieser Fahrt stellte das Fahrzeug mit 230,2 km/h einen Geschwindigkeitsweltrekord auf, der 24 Jahre Bestand hatte.
Mit dem Schienenzeppelin entwickelte Kruckenberg ein für die damalige Zeit revolutionäres Fahrzeug. Seine Idee des strömungsgünstigen Profils beeinflusst bis heute die Bauweise von Schnelltriebwagen.
Der Spielzeughersteller Matador brachte im Jahr 1932 eine Anleitung heraus, mit der man ein Modell des Schienenzeppelin aus den Holzbausteinen dieses Unternehmens bauen konnte.
Am 23. Juni 1937 beantragte Kruckenberg die Aufnahme in die NSDAP und wurde rückwirkend zum 1. Mai desselben Jahres aufgenommen (Mitgliedsnummer 4.386.725).
Nach dem Schienenzeppelin entwickelte Kruckenberg mit Stedefeld den ebenfalls wegweisenden SVT 137 155. Dieser Prototyp eines dreiteiligen Triebzugs zeichnete sich durch zwei aerodynamische Triebköpfe und den dieselhydraulischen Antrieb aus. Bei einer Versuchsfahrt am 23. Juni 1939 erreichte der Zug auf der Strecke Hamburg–Berlin einen neuen Geschwindigkeitsrekord von 215 km/h. Die Konstruktion führte nach dem Krieg in der Bundesrepublik zu den DB-Baureihen VT 105 („Senator“ und „Komet“) und VT 115 („TEE“) und in der DDR zur DR-Baureihe VT 1816.
1949 prüfte das Karlsruher Institut für Eisenbahn- und Straßenwesen Kruckenbergs Konzept eines Schwebezeppelins, das die Verbindung aller größeren europäischen Städte durch eine Hängebahn mit Propellerantrieb vorsah. Die Wagen sollten ein Fassungsvermögen von 80 Personen haben und eine Geschwindigkeit von 300 km/h erreichen.
1963 legte er ein Konzept für eine Schnellbahn Frankfurt–Köln vor, die rechtsrheinisch und weitgehend angelehnt an Autobahn sowie Flughäfen einbeziehend verlaufen sollte.
Franz Kruckenberg starb 82-jährig 1965 in Heidelberg. Sein Grab auf dem Heidelberger Bergfriedhof wurde Mitte der 1980er Jahre eingeebnet.

## Ehrungen
- 1953 bekam er das Große Verdienstkreuz der Bundesrepublik Deutschland verliehen.
- 1975 wurde die vormalige Straße 422 in Berlin-Mariendorf in Kruckenbergstraße umbenannt.
- Anfang des 21. Jahrhunderts wurde im Heidelberger Stadtteil Rohrbach im Rahmen der Konversion eines ehemaligen Industriegeländes eine Straße neu angelegt, die den Namen Franz-Kruckenberg-Straße bekam.

## Schriften
- Mit der Fernschnellbahn zum vollkommenen Verkehr. Verkehrs- und Wirtschafts-Verlag, Dortmund 1949.
- Fernschnellverkehr und Verkehrshaus. Heidelberg 1959.

## Video
- Eisenbahn-Romantik – Aktuelles und Interessantes aus der Welt der Bahn, Folge 282